# Купянский медицинский колледж
Купянский медицинский колледж имени М. С. Шкарлетовой - высшее учебное заведение в городе Купянск Харьковской области.

## История
Учебное заведение было создано и начало учебную деятельность в сентябре 1931 года как Купянский медицинский техникум.
В 1939 году техникум был преобразован в фельдшерско-акушерскую школу.
После начала Великой Отечественной войны в связи с приближением к городу линии фронта учебное заведение прекратило работу. В ходе боевых действий 1942 - 1943 гг. и в период немецкой оккупации здание пострадало, но после освобождения города в феврале 1943 года началось восстановление учебного заведения как фельдшерско-акушерской школы. 
В дальнейшем, школа была преобразована в Купянское медицинское училище. 
В 2003 году медицинское училище было преобразовано в колледж.
17 июня 2004 года колледжу было присвоено имя Героя Советского Союза, фронтовой медсестры Марии Шкарлетовой.
В июне 2005 года колледж завершил подготовку первого выпуска медсестёр-бакалавров.

## Современное состояние
Коммунальное учреждение здравоохранения «Купянский медицинский колледж» Харьковского областного совета является государственным высшим учебным заведением I-II уровней аккредитации, которое готовит младших медицинских специалистов по специальностям: «Акушерское дело», «Лечебное дело» и «Сестринское дело».